# ラスト・ムービースター
『ラスト・ムービースター』（The Last Movie Star）は、2017年のアメリカ合衆国の映画。監督はアダム・リフキン。バート・レイノルズの最後の主演映画であり、レイノルズ本人を想起させるような映画スターの晩年の姿を描いている。

## ストーリー
或る年老いた映画スターがナッシュビルの小さな映画祭に招待される。彼は出席することに決め、それは、栄光の日々が過ぎ去ったという事実に直面しながら、自分の過去を振り返る旅となる。
物語は、老いて身体が弱っているヴィック・エドワーズが、日々の雑事をこなそうとするが上手くいかないところから始まる。嘗てはトップ映画スターだったが、買い物中に会った魅力的な女性は彼が誰であるのか知らず、彼をがっかりさせる。彼は友人のソニーと昼食をとり、テネシー州の映画祭で生涯功績賞を受賞するよう招待されたと話す。ソニーは、この映画祭は大変評判が良く、クリント・イーストウッドも最近受賞者だったことを伝え、是非行くようにと勧める。ヴィックは気晴らしになるかも知れないと考え行くことにするが、空港で自分の席がファーストクラスではなくエコノミークラスであることを知り、驚き、不愉快になる。ナッシュビル空港に到着すると、彼の世話をするアシスタント兼運転手のリルが出迎える。リルは彼が誰であるかを知らないだけではなく、彼女のオンボロ車の後部座席のゴミを片づけようともしない。
彼女がヴィックが期待していたような高級ホテルではなく、安モーテルに連れて行った時、ヴィックのイライラは更に昂じる。彼は、クリント・イーストウッドがこんな所に泊まった筈は無いと吐き捨てる。そしてリルは兄のダグが主催する映画祭に彼を連れて行く。そこでヴィックは、それがソニーが言っていたような有名な映画祭ではなく、バーの奥の部屋で映画が上映される、極めてちゃちな映画祭であることを知る。出席していた30～40人は彼が来てくれたことを喜んでいるのだが、ヴィックは大酒を飲み始め、こんなものは映画祭じゃないと言い放ち気まずい空気で初日が終了。
翌日、リルがヴィックを映画祭に連れて行くために車でモーテルに到着すると、ヴィックは車で数時間離れたテネシー州ノックスビルにある自分の故郷まで連れて行って欲しいと頼む。2人は彼が少年時代を過ごした家と、彼が大学時代にプレーしたフットボール場を訪れる。彼は、無敗のシーズン中、2年生として6試合に先発出場したと説明する。最後の試合で、時間切れが近づき相手にリードを許していた時、彼は勝利のタッチダウンを決めたのだが、負傷したことから二度と出場することは無かった。彼は演技というものに対しては敬意を持っていないが、フットボール選手であることは本当に賞賛されるべきことであると言うが、それは徒に彼の苦い思いを強めるだけであった。
ヴィックはリルに、フットボール場にいる時に恋に落ち、最初の妻と結婚したと言う。しかし彼は有名になり始めると彼女を捨てたのだった。振り返ってみると、これまで結婚した全ての妻の中で、彼が映画スターであるということではなく、ありのままの彼を愛してくれたのは彼女だけだったことが分かる。2人は高級ホテルに行き、そこのフロントでヴィックであることが認知され、スイートルームに案内される。滞在中、リルはボーイフレンドのSNSの投稿から彼が浮気していることを知る。彼女は彼を問い質したいと思うが、ヴィックは、ボーイフレンドが彼女を大事にしないのなら問い質しても意味が無いことを、自分の個人的な経験から分かるんだと彼女に言う。2人はまた、彼の最初の妻が住んでいる老人ホームにも行くが、彼女は認知症を患っており、彼のことが分からない。
ヴィックは自分のキャリアを振り返り、古い映画の中で自分が演じたキャラクターと対話している自分を想像する。最初は「トランザム7000」（Smokey and the Bandit）のシーンで、次は「脱出」(Deliverance)だ。ヴィックは自分がひどい扱いをした女性たちのことを思い出し、最初の妻にもう一度会うことにする。翌朝、2人は彼女を老人ホームから大学のキャンパスに連れて行き、ヴィックが謝罪し、もう一度結婚して欲しいと彼女に頼む。彼女は幸せを感じるが、何が起こっているのかが分からないままだ。2人は丁度、最後の映画「ガンスモーク」が上映されている時に映画祭の会場に戻る。心穏やかとなったヴィックは、賞とファンの賞賛を有難く受け入れる。

## キャスト
※括弧内は日本語吹替
- ヴィック・エドワーズ: バート・レイノルズ（菅生隆之） - 往年の映画スター。
- リル: アリエル・ウィンター（下田屋有依） - 映画祭期間中のヴィックの運転手。
- ダグ: クラーク・デューク（石狩勇気） - 映画祭主催者。リルの兄。
- シェーン: エラー・コルトレーン（英語版）（上住谷崇） - 映画祭のスタッフ。リルの幼なじみ。
- フェイス: ニッキー・ブロンスキー（ニケライ・ファラナーゼ） - 映画祭のスタッフ。
- ソニー: チェビー・チェイス（小林操） - ヴィックの親友。
- クラウディア: キャスリーン・ノーラン（英語版）（横田砂選） - ヴィックの最初の妻。

## 作品の評価
Rotten Tomatoesによれば、批評家の一致した見解は「『ラスト・ムービースター』はバート・レイノルズとアリエル・ウィンターのおかげで感動的な瞬間がいくつかあるが、彼らの演技はその努力に見合わない中途半端なドラマの中で足止めされている。」であり、26件の評論のうち、高く評価しているのは58%にあたる15件で、平均して10点満点中6.15点を得ている。
Metacriticによれば、11件の評論のうち、高評価は1件、賛否混在は10件、低評価はなく、平均して100点満点中46点を得ている。